# Fraiture (Sprimont)
Pour les articles homonymes, voir Fraiture.
Fraiture est un village belge de la commune de Sprimont en province de Liège.
Avant la fusion des communes de 1977, Fraiture faisait partie de la commune de Comblain-au-Pont.

## Étymologie
Fraiture viendrait du latin Fractura, qui signifie : terrain vague, terre inculte, friche ou encore fracture. Au XIVe siècle, on retrouve le nom Fraiteur mais aussi Freteur, Freture (carte Ferraris de 1777) puis Fraiture-sur-Amblève.

## Situation et description
Haut perché, le village de Fraiture domine la vallée encaissée de l'Amblève (au sud) qui rejoint celle de l'Ourthe (à l'ouest). Fraiture se situe sur le plateau condrusien quelque 150 mètres plus haut que ces vallées. 
Le village de Fraiture est remarquable par son ensemble de maisons construites en grès. Les couleurs jaune, ocre et brune de cette pierre donnent au village un cachet particulier. Fraiture fait partie avec Rouvreux et Oneux des plus beaux villages en grès des crêtes du Condroz liégeois et de la région Ourthe-Amblève. Quant à l'église Saint-Nicolas, en grès également, elle date au moins du XVIe siècle. La localité compte environ 400 habitants.
Au sud du village, on a découvert dans la carrière de la Belle-Roche une grotte fossile qui prouverait une occupation humaine vieille de 500.000 ans. En dessous de Fraiture, au confluent de l'Ourthe et de l'Amblève se trouve Rivage, gare de la SNCB où se rejoignent les lignes 42 Gouvy-Liège et 43 Jemelle-Liège.

## Activités
Le village organise  un marché artisanal le week-end de la Pentecôte ainsi qu'un marché de Noël pendant deux jours. Il y existe aussi une fête de village organisée par les jeunes mais aussi diverses animations durant l'année. 
Côté sports, Fraiture possède un club de football, le Royal Fraiture Football Club. Fondé en 1945, il compte actuellement plus de 225 joueurs dont notamment plusieurs équipes féminines.
Fraiture compte également un club de football en salle, le "Fraiture FS" qui fait partie des plus anciens clubs de football en salle la région.

## Personnalités
Antoine Wauters (1981-), écrivain, poète et scénariste.
Francine Martin (1950-), Miss Belgique 1970.

## Articles connexes

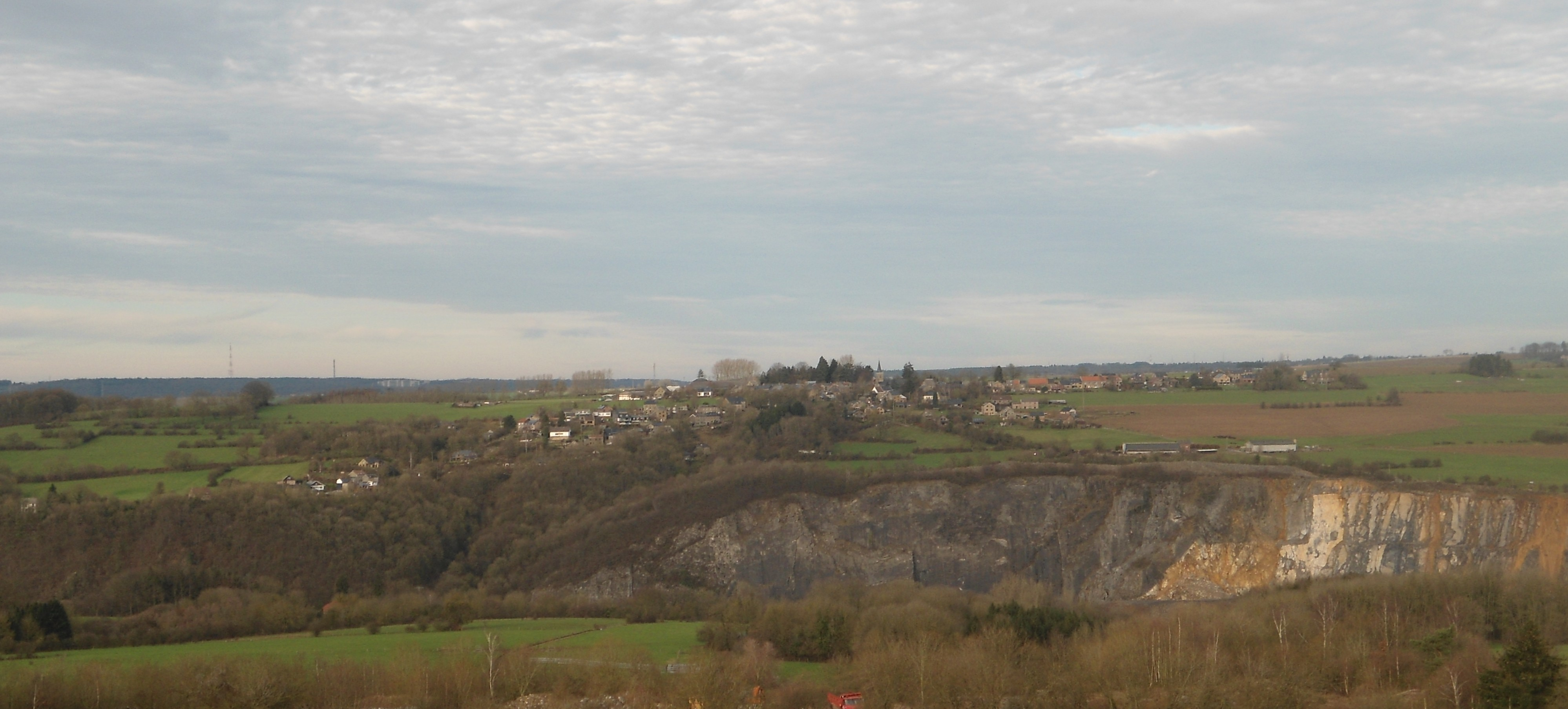
Belle-Roche et Fraiture
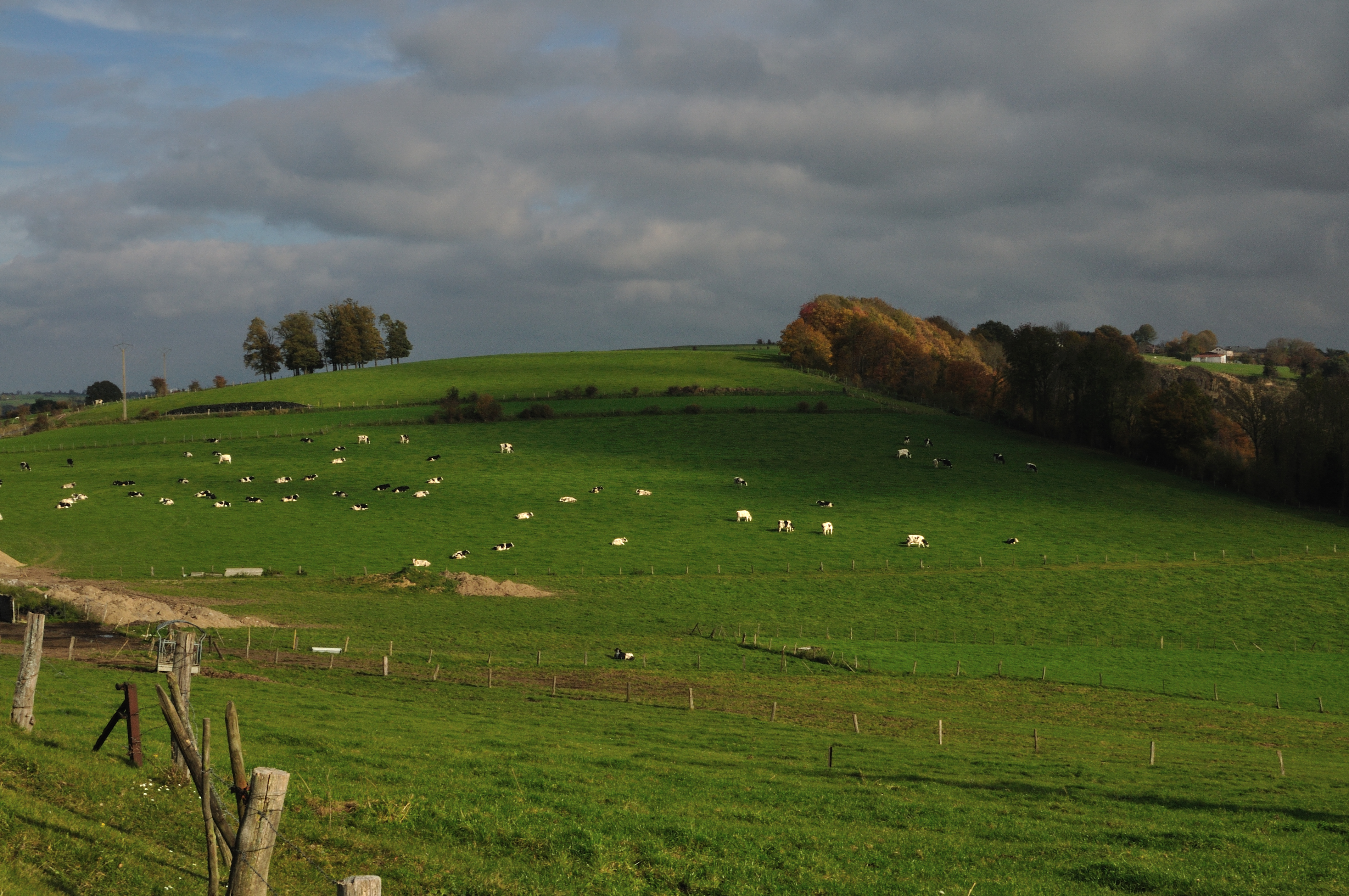
Paysage de Fraiture (Sprimont)
Sentier ombragé à Fraiture (Sprimont)

## Source et lien externe
www.sprimont.be